# Пустозеров Олексій Сергійович
Олексій Сергійович Пустозеров (рос. Алексей Сергеевич Пустозеров; нар. 21 вересня 1988, Севастополь, УРСР) — російський футболіст українського походження, півзахисник казахського клубу «Атирау».

## Життєпис
Вихованець клубу «Лада-Тольятті». За рідну команду відіграв 100 матчів, забив при цьому 9 м'ячів та зробив безліч результативних передач. Вписав своє ім'я історію рідного клубу, забивши ювілейний 1500-й м'яч ФК «Лада-Тольятті». За підсумками сезону 2014/15 років став лідером команди за системою гол + пас, за що отримав запрошення від команди ФНЛ ФК «Тюмень».
Граючи за ФК «Тюмень» Олексій також зумів подолати позначку в 100 зіграних матчів.
Взимку 2018 року уклав контракт з командою «Волгар» (Астрахань). Команда за спортивним принципом зуміла зберегти прописку в дивізіоні, але з фінансових причин була змушена знятися з першості й відправитися дивізіоном нижче.
Влітку 2018 роки перебрався до Вірменії, де уклав контракт командою «Арарат-Вірменія», яка переїхала з Росії. Дебют у Вищій лізі відбувся 4 серпня в матчі першого туру проти «Лорі» (2:0). Олексій відіграв 31 матч й за підсумками сезону став чемпіоном Вірменії в складі ФК «Арарат-Вірменія». 20 червня 2019 року за взаємною згодою сторін розірвав контракт з вірменським клубом. 
Влітку 2019 року підписав контракт з білоруським клубом «Слуцьк». За підсумками сезону «Слуцьк» зумів зберегти прописку у Вищій лізі і в грудні 2019 року росіянин розірвав контракт з клубом.
У березні 2020 року уклав контракт з казахстанським «Атирау».

## Досягнення
«Арарат-Вірменія»
- Прем'єр-ліга Вірменії
  -  Чемпіон (1): 2018/19